# Стефан Вукан Вукановић
Стефан Вукан Вукановић (крај 11. века - почетак 12. века) био је припадник српске династије Вукановића, која је владала великожупанском Србијом. Као синовац великог жупана Вукана, послат је 1094. године као талац у Цариград, заједно са братом Урошем, потоњим великим жупаном. Тај податак је у својој Алексијади забележила византијска принцеза и историчарка Ана Комнина.

## Претпоставке
Иако о Стефану Вукану нема других вести у изворима, у историографији су изношене разне претпоставке о његовој личности и тадашњим династичким односима у Србији. Полазећи од ранијег уверења да је име Урош мађарског порекла, поједини истраживачи су креирали претпоставку о наводном мађарском пореклу мајке великог жупана Уроша I и његовог брата Стефана Вукана. Насупрот томе, новија лингвистичка истраживања су показала су да је име Урош далматороманског порекла, чиме су отпале и претпоставке о наводном мађарском пореклу у изворима непознате мајке Уроша I и Стефана Вукана.
Поједини истраживачи су такође претпостављали да су браћа Урош I и Стефан Вукан били синови жупана Марка, који је познат само на основу позног Летописа попа Дукљанина, а кога неки истраживачи сматрају братом великог жупана Вукана, што се у Летопису не помиње. Стефана Вукана поједини истраживачи сматрају претком потоњег великог жупана Стефана Немање, што се претпоставља на основу Немањине одлуке да најстаријем сину да име Вукан.